# Goodwood Festival of Speed
Goodwood Festival of Speed är en årlig motorsportfestival som hålls på godset
Goodwood House i West Sussex, England.
På festivalen anordnas bland annat backtävlingar, lådbilrace och rallyn.